# Branisłau (przystanek kolejowy)
Branisłau (biał. Браніслаў, ros. Бронислав) – przystanek kolejowy w pobliżu miejscowości Branisłau, w rejonie żytkowickim, w obwodzie homelskim, na Białorusi. Leży na linii Homel - Łuniniec - Żabinka.